# قانون تحديث الزراعة ومصائد الأسماك
قانون تحديث الزراعة ومصائد الأسماك لعام 1997
قانون تحديث الزراعة ومصائد الأسماك (AFMA) (RA 8435) هو تشريع شامل وهذا يوفر مخططاً أولياً لتحديث القطاع والتنمية الريفية في الفلبين.
التاريخ
قانون تحديث الزراعة ومصائد الأسماك التاريخي (AFMA) ، أو قانون الجمهورية لعام 8435، تم التوقيع عليه في كانون الأول عام 1997 من قبل الرئيس السابق فيدل راموس. ويركز قانون (AFMA) على 5 مخاوف رئيسية: الحد من الفقر والعدالة الإجتماعية، الأمن الغذائي، المنافسة العالمية، التنمية المستدامة، وربحية الدخل وخاصة للمزارعين وصيادي الأسماك.
وتقدم الحوافز التجارية والضريبية في إطار قانون (AFMA). وتنص المادة 109 من 8435 RA على أن جميع المؤسسات التي تعمل في الزراعة ومصائد الأسماك حسب الأصول مصدقة من قسم الزراعة بالتشاور مع وزارة المالية وسوف يعفى مجلس الاستثمارات خمس (5) سنوات من دفع الرسوم الجمركية.
مراجع
1."THE AGRICULTURE AND FISHERIES MODERNIZATION ACT OF 1997". Philippine Tariff Commission. 2007. Retrieved 4 April 2013.
2."Chapter 7 MODERNIZING AGRICULTURE AND FISHERIES". National Economic and Development Authority. Archived from the original on 8 January 2009. Retrieved 4 April 2013